# Museo provincial de Hargeisa
El Museo provincial de Hargeisa se estableció en 1977. Fue el primer museo que se creó en Somalia desde la independencia en 1960.
A mediados de los 70 un fuerte movimiento cultural había surgido en Hargeisa. Este movimiento fue la fuerza impulsora detrás de la creación del museo. El museo era una parte de un centro cultural en Hargeisa que consistía en un teatro, una biblioteca y un museo provincial.
Cuando el museo fue inaugurado en el año 1977 tuvo una exposición etnográfica, la mayoría de las piezas para el que había sido donado por los ciudadanos de Hargeisa.
El museo fue completamente destruido por la guerra civil en 1988. La reconstrucción se lleva a cabo actualmente y está previsto que se complete en algún momento a partir de 2012.